# خوسيه أنطونيو ألونسو رودريغيز
خوسيه أنطونيو ألونسو رودريغيز (بالإسبانية: José Antonio Alonso Rodríguez)‏ هو اقتصادي إسباني، ولد في 14 أبريل 1953 في إسبانيا.